# Moranbong-guyŏk
Moranbong-guyŏk ist einer der 18 Stadtbezirke Pjöngjangs, der Hauptstadt Nordkoreas. Er befindet sich nördlich des Innenstadtbezirks Chung-guyŏk und grenzt im Norden an die Bezirke Sŏsŏng-guyŏk und Taesŏng-guyŏk, im Osten an den Taedong-gang und im Westen an den Pot'ong-gang und den Bezirk Pot’onggang-guyŏk. Seinen Namen erhielt er nach dem Moran-Hügel im Westen des Bezirks. Er wurde im Oktober 1960 zum Stadtbezirk erklärt.

## Verkehr
Die Metro Pjöngjang hält innerhalb Moranbong-guyŏks an den Stationen Tongil, Kaesŏn, Chŏnu, und Chŏnseung.
Der Bezirk ist durch die Rungna-Brücke mit der Insel Rungra und dem Taedonggang-guyŏk verbunden.

## Bauwerke und Einrichtungen

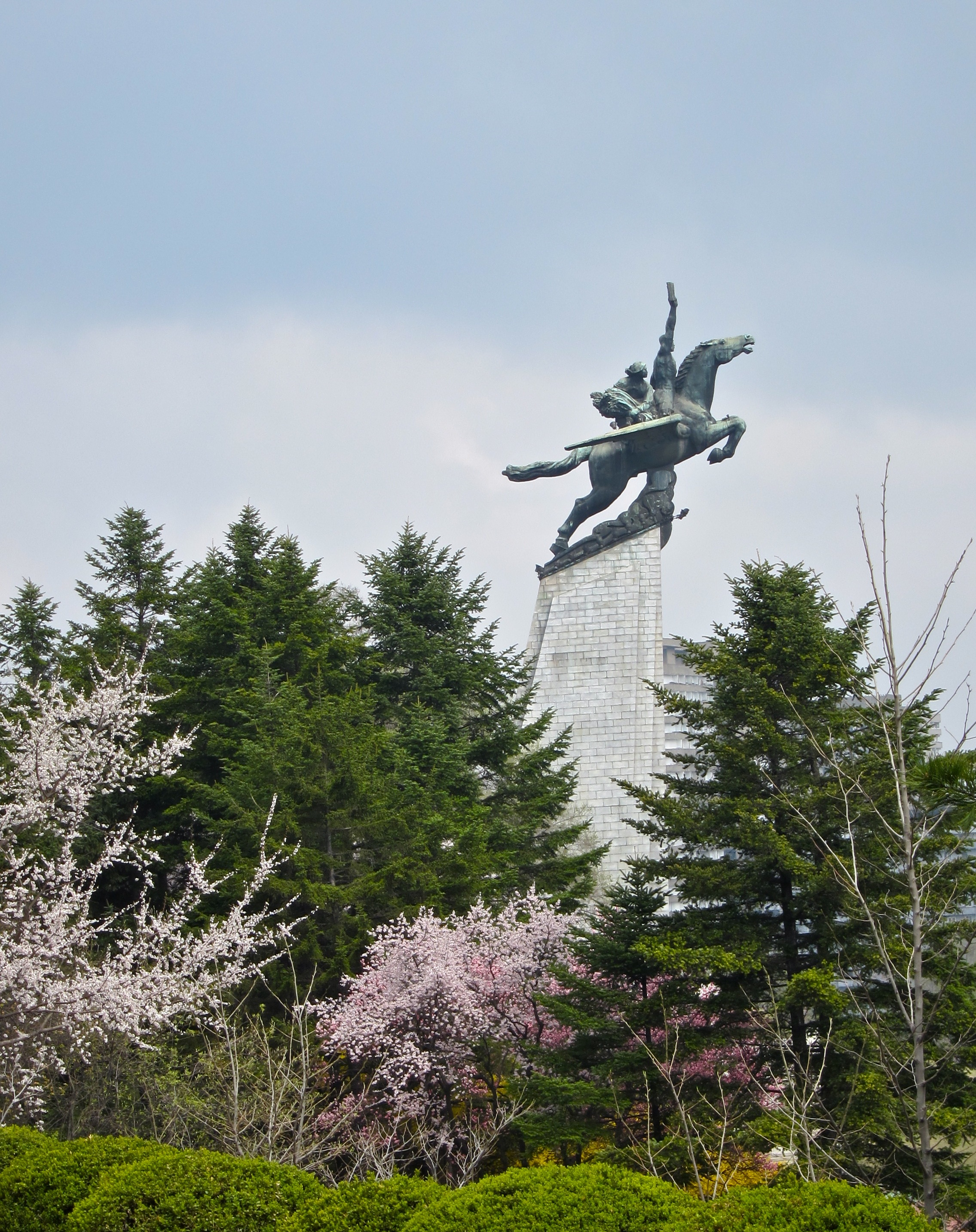
Die Ch'ŏllima-Statue im Moranbong-Park

Über einen großen Teil des Bezirks erstreckt sich der Moranbong-Park, das größte Naherholungsgebiet Pjöngjangs. Dort befinden sich mehrere historische Relikte, wie die Ch’ŏllima-Statue und die Überreste der Mauer der alten Burg und verschiedene Pavillons.
Des Weiteren befindet sich in dem Bezirk der 150 Meter hohe Fernsehturm, der weltweit größte Triumphbogen und das während der japanischen Kolonialzeit errichtete Kim-Il-sung-Stadion, sowie der Platz auf dem Kim Il Sung seine erste Rede in Korea nach seiner Rückkehr aus dem Exil hielt. 1973 öffnete hier das Metro-Museum Pjöngjang.

### Nationalschätze
In Moranbong-guyŏk befinden sich, besonders im Moranbong-Park, mehrere Nationalschätze Nordkoreas.
- Pubyok-Pavillon (Moranbong-Park) (Nationalschatz #17)
- Chilsongmun (Moranbong-Park) (Nationalschatz #18)
- Ulmil-Pavillon (Moranbong-Park) (Nationalschatz #19)
- Chongryu-Pavillon (Moranbong-Park) (Nationalschatz #20)
- Choesung-Pavillon (Moranbong-Park) (Nationalschatz #21)
- Jongum-Tor (Moranbong-Park) (Nationalschatz #22)
- 7-storied octagonal pagoda of Hongboksa Buddhist temple (Moranbong-Park) (Nationalschatz #24)
- Banner pillars of Chunghungsa-Tempels (Inhung-dong) (Nationalschatz #147)
- Achteckiger Steinschrein des Yongmyongsa-Tempels (Moranbong-Park) (Nationalschatz #148)
- Ryonghwasa-Tempel (Kaeson-dong) (Nationalschatz #163)

## Naturdenkmale
Mehrere Bäume im Bezirk sind unter den Naturdenkmalen Nordkoreas aufgeführt.
- Korean Weeping Willows of Okryu (Moranbong Park, Naturdenkmal #2)
- Japanische Schnurbäume des Ch'ŏngryu-Felsen (Moranbong Park, Naturdenkmal #3)

## Verwaltungseinheiten

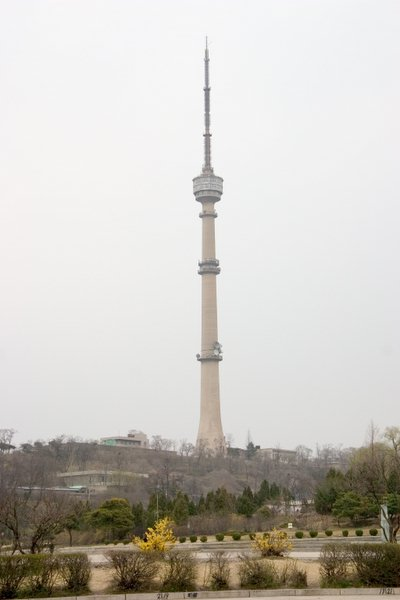
Fernsehturm Pjöngjang

Moranbong-guyŏk ist in 15 Verwaltungseinheiten, die Dongs eingeteilt. Die drei größten Dongs (Inhung, Pipa, und Kinmaul) sind wiederum in je zwei Verwaltungseinheiten untergliedert.
|                   | Chosŏn'gŭl | Hancha   |
| ----------------- | ---------- | -------- |
| Changhyŏn-dong    | 장현동     | 長峴洞   |
| Ch'ilsongmun-dong | 칠성문동   | 七星門洞 |
| Chinhŭng-dong     | 진흥동     | 進興洞   |
| Chŏnsŭng-dong     | 전승동     | 戰勝洞   |
| Chŏnu-dong        | 전우동     | 戰友洞   |
| Hŭngbu-dong       | 흥부동     | 興富洞   |
| Inhŭng-dong       | 인흥동     | 仁興洞   |
| Kaesŏn-dong       | 개선동     | 凱旋洞   |
| Kinmaŭl-dong      | 긴마을동   | 긴마을洞 |
| Minhŭng-dong      | 민흥동     | 民興洞   |
| Pip'a-dong        | 비파동     | 琵琶洞   |
| Puksae-dong       | 북새동     | 北塞洞   |
| Sŏhŭng-dong       | 서흥동     | 西興洞   |
| Sŏngbuk-dong      | 성북동     | 城北洞   |
| Wŏlhyang-dong     | 월향동     | 月香洞   |